# Bernhard Zurmühlen
Bernhard Zurmühlen (Bielefeld, 23 februari 1909 – Ten noorden van Ponta Delgada, Azoren, 25 november 1943), was een Korvettenkapitän bij de Kriegsmarine tijdens de Tweede Wereldoorlog. Hij voerde het bevel over de U 600, als enige en laatste U-boot onder zijn commando.

## Geschiedenis
Bernhard Zurmühlen kwam rond 1930 bij de Reichsmarine en hij kreeg daar de gebruikelijke opleiding tot officier. Later ging Zurmühlen naar de U-bootdienst en kreeg daar de nodige opleiding met het werken op de U-boten. Hij kreeg de U 600 op 11 december 1941 onder zijn bevel en vertrok op oorlogspatrouille. Dit was de enige boot waarmee hij opereerde in zijn kortstondige U-bootcarrière. Met de U 600 ondernam hij vanaf 11 december 1941 tot 25 november 1943, zes oorlogspatrouilles, samen goed voor zo'n 278 dagen op zee.
De U 600 met commandant Zurmühlen als bevelhebber kon tijdens de aanval op het grote konvooi HX-229 op 17 maart 1943 onopgemerkt blijven, terwijl hij aan stuurboordzijde van het konvooi torpedo's lanceerde uit al zijn vijf torpedobuizen, vier boegbuizen en één hekbuis. De eerste torpedo trof het Britse stoomvrachtschip Nariva, twee andere troffen het Amerikaanse vrachtschip Irénée Du Pont en een vierde trof de walvisvaarder Southern Princess. Daarna trok Zurmühlen zich weer onopgemerkt uit het strijdgebied om zijn vijf torpedobuizen te herladen, dat een poosje duurde. Daarna viel Zurmühlen het konvooi weer aan. 
Op 16 juni 1943 was de U 600 niet onopgemerkt gebleven toen een Brits vliegtuig van de RAF van Squadron 547 de U 600 aanviel. De Britse piloot doodde in het gevecht een matroos met zijn boordmitrailleurs. Dit was matrozengefreiter (korporaal) George Laub. De U-bootkanonniers hanteerden hun boordmitrailleurs en schoten het vliegtuig uit de lucht. De boot was fel beschadigd en vertrok naar La Pallice in Frankrijk, vier dagen vroeger dan verwacht, maar hervatte nog zijn patrouille met het naar huis varen. De bommen en de vliegtuigkogels hadden hem toch beschadigd en verder op patrouille gaan was eigenlijk het geluk tarten. Bernhard Zurmühlen en zijn bemanning hadden nog geluk gehad.
Het geluk bleef voor Zurmühlen niet duren. Vijf maanden later sloeg het noodlot voor Zurmühlen en zijn bemanning ongenadig toe. De U 600 werd op 25 november 1943 in het noorden van de Atlantische Oceaan tot zinken gebracht, ten noorden van Ponta Delgada, nabij de Azoren, in positie 40° 31′ 0″ NB, 22° 7′ 0″ WL door dieptebommen van de Britse fregatten HMS Bazely en HMS Blackwood. De 54 bemanningsleden en hun commandant Bernhard Zurmühlen gingen met de U 600 voorgoed naar de oceaanbodem. Bernhard Zurmühlen was 34 jaar toen hij sneuvelde.

## Successen
- 5 schepen tot zinken gebracht voor een totaal van 28.600 brt
- 3 schepen beschadigd voor een totaal van 19.230 brt

## Militaire loopbaan
- Offiziersanwärter: 11 april 1934[3] - 8 april 1934[2]
- Seekadett: 26 september 1934[2]
- 'Fähnrich zur See: 1 juli 1934[3] - 1 juli 1935[2]
- Oberfähnrich zur See: 1 april 1936[3] - 1 januari 1937[2]
- Leutnant zur See: 1 oktober 1936[3] - 1 april 1937[2]
- Oberleutnant Zur See: 1 juni 1938[3] - 1 april 1939[2]
- Kapitänleutnant: 1 april 1940[2][3]
- Korvettenkapitän: 1 november 1943 (Postuum)[2][3][4]

## Decoraties
- IJzeren Kruis 1939, 1e Klasse (december 1941 - december 1942)[2][3][4] en 2e Klasse (1939)[2][3][4]
- Duitse Kruis in goud op 27 februari 1943 als Kapitänleutnant en Commandant U 600 / 3.Unterseebootsflottille[2][3][4]
- Vlootoorlogsinsigne in november 1941[2][3]
- Onderzeebootoorlogsinsigne 1939 op 23 september 1942[2][3]

## U-bootcommando
- U 600: 11 december 1941 - 25 november 1943: (+) 6 patrouilles (278 dagen)